# VDA-FS
Mit VDA-FS bezeichnet man ein Datenformat zum Austausch von Geometrieinformationen zwischen verschiedenen CAD-Systemen.
VDA-FS ist dabei die Abkürzung für Verband der Automobilindustrie - Flächenschnittstelle.
Mit dieser Schnittstelle können nur 3D-Informationen übertragen werden und keine Zeichnungsinformationen, wie das mit IGES oder STEP möglich ist.
VDA-FS wurde und wird hauptsächlich eingesetzt, um 3D-Daten zwischen CAD-Systemen wie z. B. CATIA, Unigraphics und Tebis zu konvertieren. Einige Messmaschinen erfassen Konturen in diesem Format und stellen die Daten damit CAD-Systemen zur Verfügung, womit z. B. ein SOLL-IST-Vergleich möglich wird.
VDA-FS Version 2.0 umfasst folgende Elemente:
- Geometrische Elemente
  - Punkt
  - Punktfolge
  - Punkt-Vektorfolge
  - Kreis
  - Kurve
  - Fläche
  - Kurve auf einer Fläche
  - begrenzende Fläche
  - Flächenverband
- Nicht geometrische Elemente
  - Anfangs- und Endkennung
  - Kommentar
  - Gruppe
  - Transformationsmatrix
  - Transformationsliste